# Nissum Fjord
Il Nissum Fjord si trova a circa 20 km a ovest di Holstebro e 20 km a nord di Ringkøbing sulla costa occidentale della Danimarca, Jutland centrale, sul mare del Nord.
Il fiordo ha una superficie di circa 70 km² ed è separato dal mare solo attraverso un lido, nel punto più stretto di soli 200 metri di larghezza. A causa della sua scarsa profondità, a partire dal 1844 venne tentato il prosciugamento dell'alveo in modo da essere in grado di utilizzare l'area per un successivo uso agricolo. Questa operazione è solo parzialmente riuscita in una piccola area nella parte sud-orientale, la Felsted Kog.
Dalla cittadina di Thorsminde dal 1866 si è provveduto ad una regolamentazione del flusso di scambio dell'acqua, tra il fiordo ed il mare, regolandone la salinità e facendone negli anni un ecosistema lagunare e palustre molto particolare e tutelato per la flora e l'avifauna presente dalla Convenzione di Ramsar.